# 載功
载功（1859年—1915年）爱新觉罗氏，和硕庄亲王。

## 生平
咸丰九年（1859年）生。光绪六年十一月（1880年），封二等镇国将军。光绪二十八年九月（1902年）袭和硕庄亲王。民国四年（1915年）农历正月二十七日卒。

## 家庭
嫡福晉：富察氏，景壽女。
- 長子：和碩莊親王溥緒。
- 次子：溥縉。
- 三子：溥維。[2]